# Цинандали
 Тази статия е за селото в Грузия.  За вида вино вижте Цинандали (вино).  
Цинандали (на грузински: წინანდალი) е село в източна Грузия, част от Телавска община на областта Кахетия. Населението му е около 2700 души (2014).
Разположено е на 560 метра надморска височина на северния склон на Гомборската планина, на 9 километра източно от Телави и на 69 километра североизточно от Тбилиси. В селището е разположено имение на князете Чавчавадзе, които през първата половина на XIX век изграждат голяма винарна, създавайки известното бяло вино „Цинандали“.

## Известни личности
Родени в Цинандали
- Нино Чавчавадзе (1812 – 1857), княгиня